# Werther (Westf.)
Werther település Németországban, azon belül Észak-Rajna-Vesztfália tartományban. Lakosainak száma 11 193 fő (2023. december 31.). Werther Spenge, Bielefeld, Halle, Borgholzhausen és Melle községekkel határos.

## Népesség
A település népességének változása:
| Lakosok száma | 9891 | 11 270 | 11 274 | 11 108 | 11 229 | 11 193 |
|               | 1975 | 2017   | 2019   | 2021   | 2022   | 2023   |